# Zwölfpunkt-Spargelkäfer

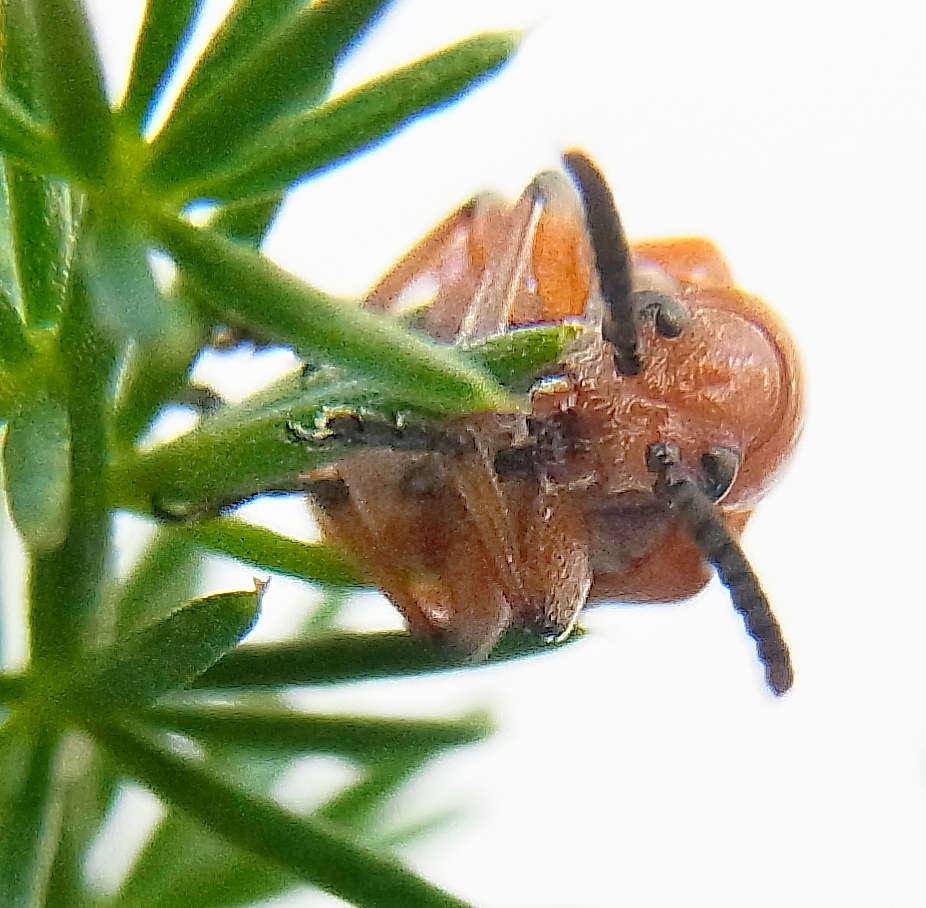
Vorderansicht

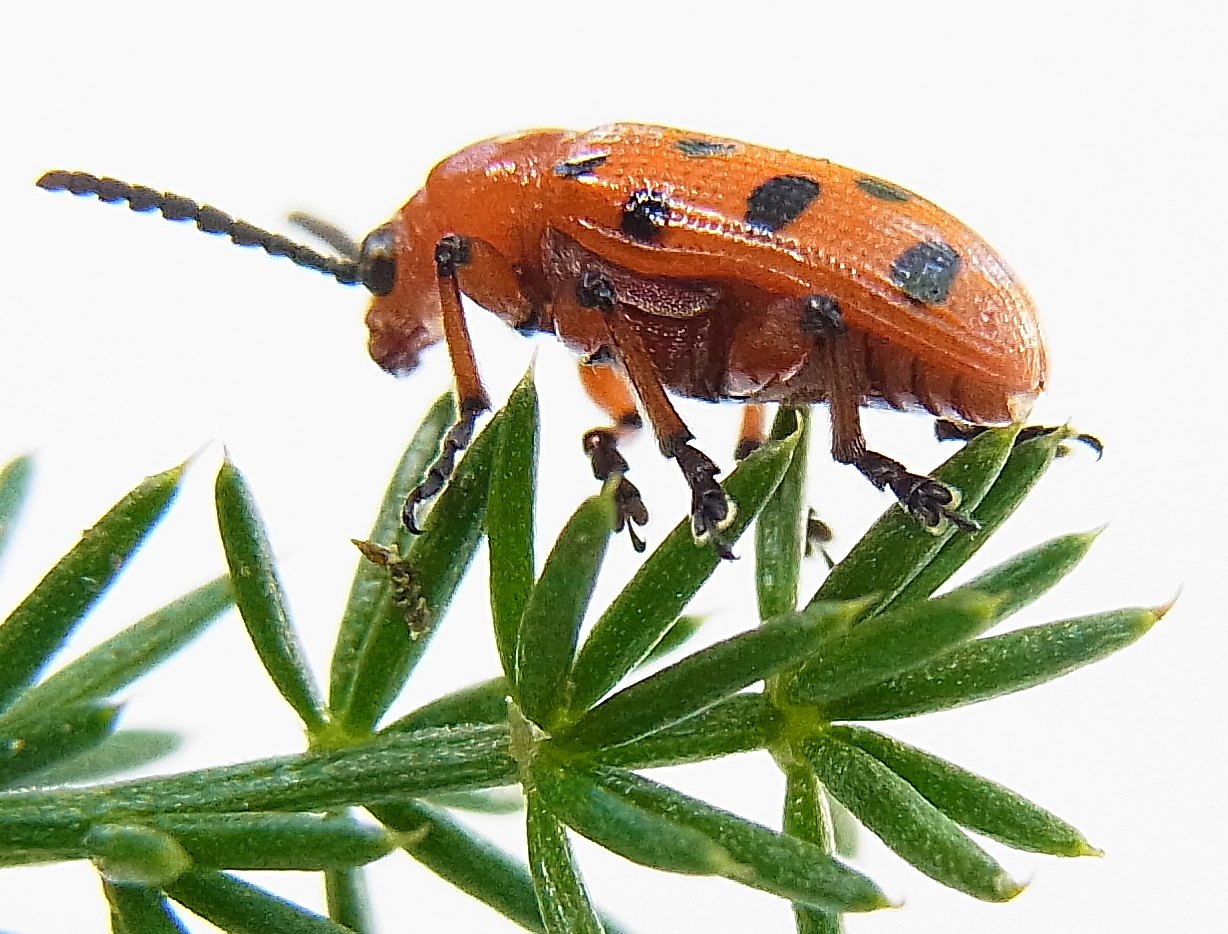
Seitenansicht

Der Zwölfpunkt-Spargelkäfer (Crioceris duodecimpunctata) ist ein Käfer aus der Familie der Blattkäfer (Chrysomelidae). Er tritt als der zweitwichtigste Schädling an Spargelarten auf. Andere Varianten des deutschen Namens sind umgangssprachlich nur Spargelkäfer, Zwölfgepunkteter Spargelkäfer und Zwölfpunktiger Spargelkäfer.

## Merkmale
Der Käfer wird 5 bis 6,5 Millimeter lang. Kopf, Halsschild und Flügeldecken sind gleichmäßig leuchtend orangerot gefärbt. Das Schildchen (Scutellum) ist schwarz. Auf den Flügeldecken, die mehr als doppelt so lang wie breit sind, finden sich je sechs schwarze Punkte. Teilweise variiert die Größe und Anzahl dieser Punkte. Die Fühler sind ebenso, wie die Enden der Schenkel (Femora) und Schienen (Tibien), sowie die Tarsen schwarz gefärbt. Die Stirn ist mit einer Längsfurche versehen.

## Vorkommen
Die Tiere kommen in weiten Teilen der Paläarktis und unter anderem auch auf den Britischen Inseln vor. Die Art fehlt in Fennoskandien und wurde um 1881 in Maryland eingeschleppt, von wo sie sich über große Teile Nordamerikas verbreitet hat. Die Tiere fliegen von April bis Oktober.

## Lebensweise
Der Zwölfpunkt-Spargelkäfer entwickelt sich nur an Spargelpflanzen. Die Käfer überwintern nahe den Spargelanlagen oder an Pflanzenresten und kommen im Mai von dort wieder zurück an die Spargelanlagen. Die Weibchen legen 70 bis 100 ihrer türkisfarbenen Eier einzeln flach an den Blättern der Spargelpflanzen ab, besonders werden sie jedoch auf Blüten und deren Frühstadien gelegt. Die Larven schlüpfen circa zehn Tage nach der Eiablage. Sie sind ockerfarben und erreichen eine Länge von etwa sieben Millimeter. Die Larven leben während des Reifefraßes etwa zwei Wochen auf den Pflanzen. Von der Eiablage bis zum adulten Tier dauert die Entwicklungszeit drei bis fünf Wochen. In Mitteleuropa können zwei Generationen gebildet werden. Die Folgegeneration ist vor allem im Samenbau schädlich, weil sie an den Früchten des Spargels frisst und den Samenertrag senkt. Die Larven der zweiten Generation sind von August bis September zu finden. Die Verpuppung erfolgt im Boden, die Puppe hat bereits eine ähnliche Farbe wie der spätere adulte Käfer.

## Schadwirkung und Bekämpfung
Larven und Käfer schaden Spargel durch Fraß an der ganzen Pflanze. Die Art ist mit dem Gemeinen Spargelhähnchen (Crioceris asparagi), das sehr ähnlichen Schaden verursacht, der zweitwichtigste Schädling in landwirtschaftlichen Spargelkulturen, tritt jedoch etwas seltener auf als das Gemeine Spargelhähnchen. Nach dem Schlüpfen der Larven bleiben leere Eihülsen auf den Triebspitzen zurück, die als Verschmutzung betrachtet werden und den Wert im Verkauf besonders von Grünspargeln mindern.
Damit die Käfer nicht in Pflanzenresten überwintern können, werden die Pflanzen nach Abschluss des Einzugs vollständig beseitigt oder eingearbeitet. Solange die Triebe während und nach der Stechzeit nicht zu groß werden, können die Dämme auch mit Tunnels aus Vlies oder feinen Netzen vor den Käfern geschützt werden. Diese Maßnahmen schützen auch vor den Spargelhähnchen. Um die Vermehrung nicht zu fördern, werden Spargelsämlinge aus Samen des vergangenen Jahrs wie auch übersehene, kleine oder vorzeitig durchtreibende Spargeltriebe beseitigt. Die Zwölfpunkt-Spargelkäfer werden wie Spargelhähnchen vorbeugend bekämpft, wenn mehrere Käfer pro Pflanze oder vermehrt Larven auftreten. Wirksam sind Pyrethroide und das Bakterium Bacillus thuringiensis spp. tenebrionis. Auch der Einsatz des Wirkstoffs Azadirachtin ist möglich. Im Hausgarten können die Pflanzen mit Seife behandelt werden, was aber weniger effektiv ist.

## Belege